# Alicia (Isabela)
Alicia ist eine Stadtgemeinde in der Provinz Isabela im Bezirk Cagayan Valley auf den Philippinen. Am 1. August 2015 hatte sie 71.504 Einwohner. In der Gemeinde befindet sich ein Campus der Philippine Normal University.
Alicia ist in die folgenden 34 Baranggays aufgeteilt:
| - Amistad - Antonino - Apanay - Aurora - Bagnos - Bagong Sikat - Bantug-Petines - Bonifacio - Burgos - Calaocan - Callao - Dagupan - Inanama - Linglingay - M.H. del Pilar | - Mabini - Magsaysay - Mataas na Kahoy - Paddad - Rizal - Rizaluna - Salvacion - San Antonio - San Fernando - San Francisco - San Juan - San Pablo - San Pedro - Santa Cruz - Santa Maria | - Santo Domingo - Santo Tomas - Victoria - Zamora |